# Графський двір князя Габора Бетлена у Береговому
«Графський двір» князя Габора Бетлена у  Береговому — ансамбль споруд XVII століття. Він є найстародавнішою світською будівлею міста, пам'ятка архітектури національного значення (охоронний № 1108).

## Розташування
На лівому березі каналу Верке знаходиться палац князя Габора Бетлена, який в 1620—1621 р.р. був королем  Угорщини. Побудована резиденція князя на місці монастиря  домініканського ордену (1327—1566 рр.).
У 1573 році монастир був зруйнований реформаторами, і в 1629 році на його місці невідомим архітектором була споруджена літня резиденція Габора Бетлена. На фасаді будівлі зберігся напис «Бетлен, 1629».
Розташування споруд щодо одна одної в ансамблі збереглося в первинному вигляді. Будівлі утворюють напівзамкнений прямокутної форми дворик. Складається з основної (центральної) споруди — житлового корпусу і двох господарських споруд. Центральну одноповерхову будівлю прикрашають шість колон в стилі епохи Відродження. Підвальне приміщення побудоване в  готичному стилі. Очевидно, воно є залишком розташованого тут раніше монастиря.
Будівлю неодноразово перебудовували (додавали інші архітектурні стилі), робили ремонти, відновлювали після пожежі (1686 р.). Споруди господарського призначення є прямокутними з цегли, одна з них двоповерхова. Їх первинна функціональна роль в ансамблі до кінця не відома. Імовірно одна з них була стайнею, друга — каретною і зерносховищем.
Особливий інтерес представляють підвали в готичному стилі, що збереглися ще з часів монастиря. У цих підвалах 2011 року був відкритий музей виноробства. З 2002 року в палаці було відкрито музей Берегівщини, що відкриває своїм відвідувачам тисячолітню історію Бережського комітату.
Статус: пам'ятка архітектури національного значення. Реєстр. номер: 1108/0.
Місцезнаходження — Берегове, вул. Г. Бетлена, 1

## Галерея

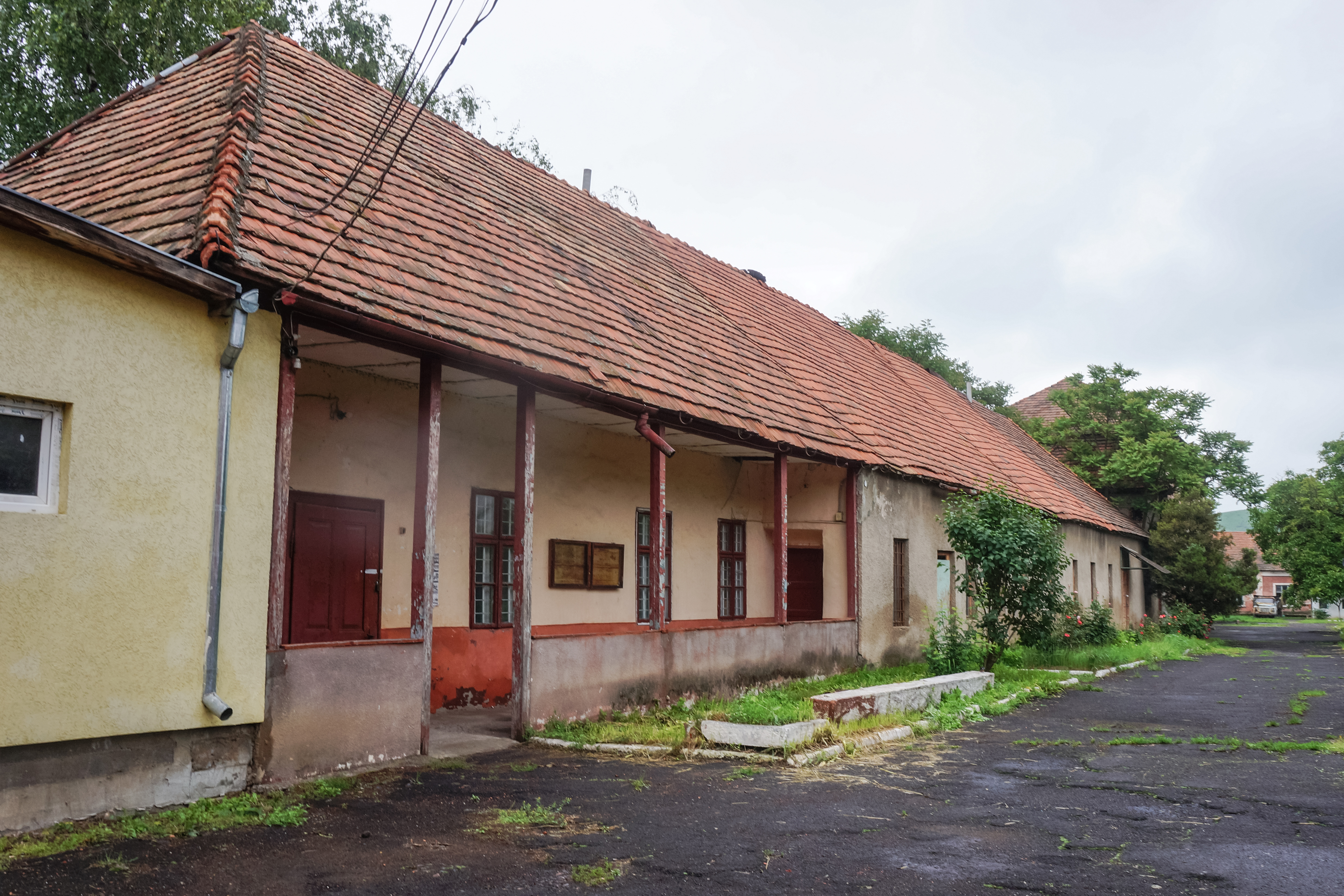
les écuries
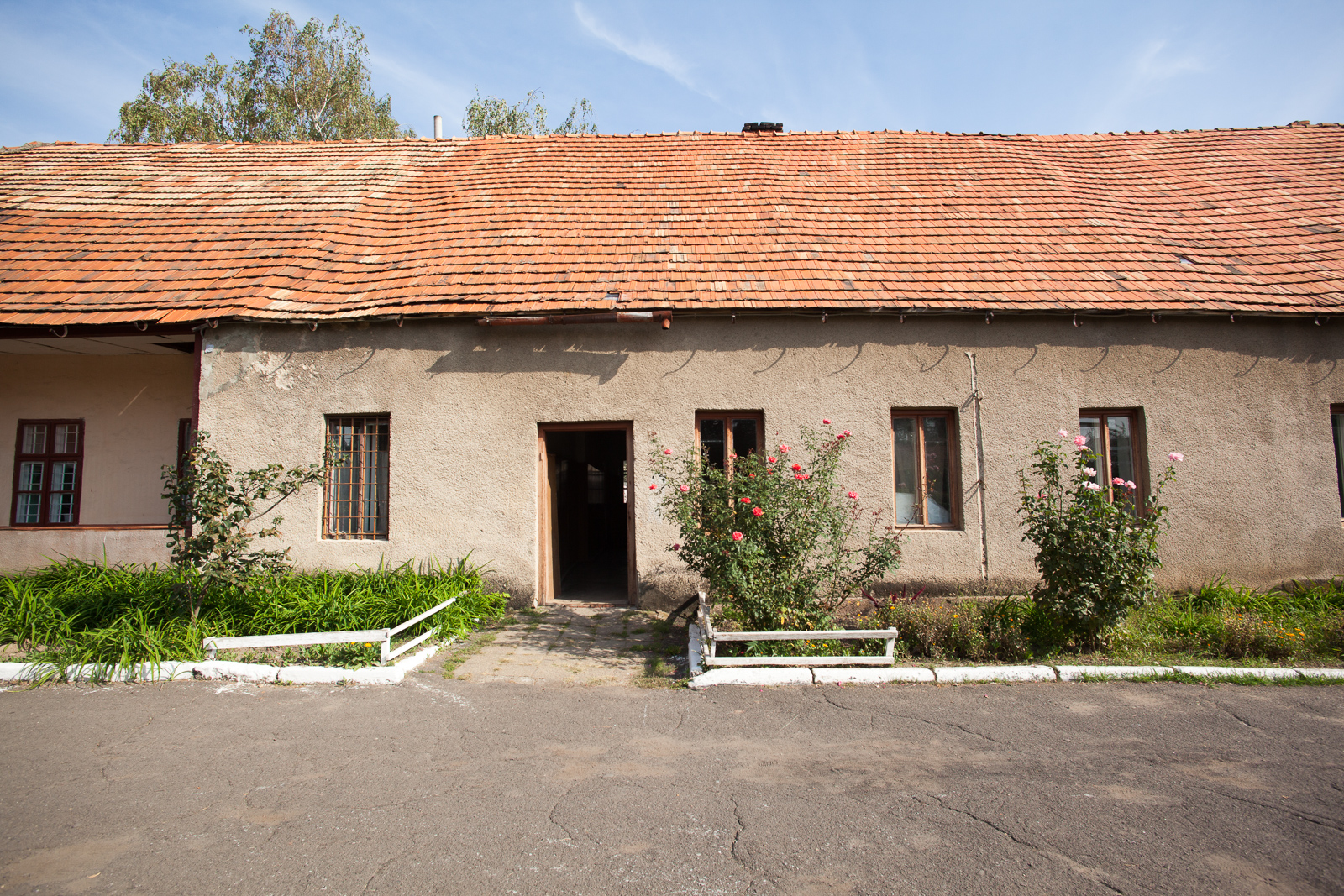
каретна і зерносховище
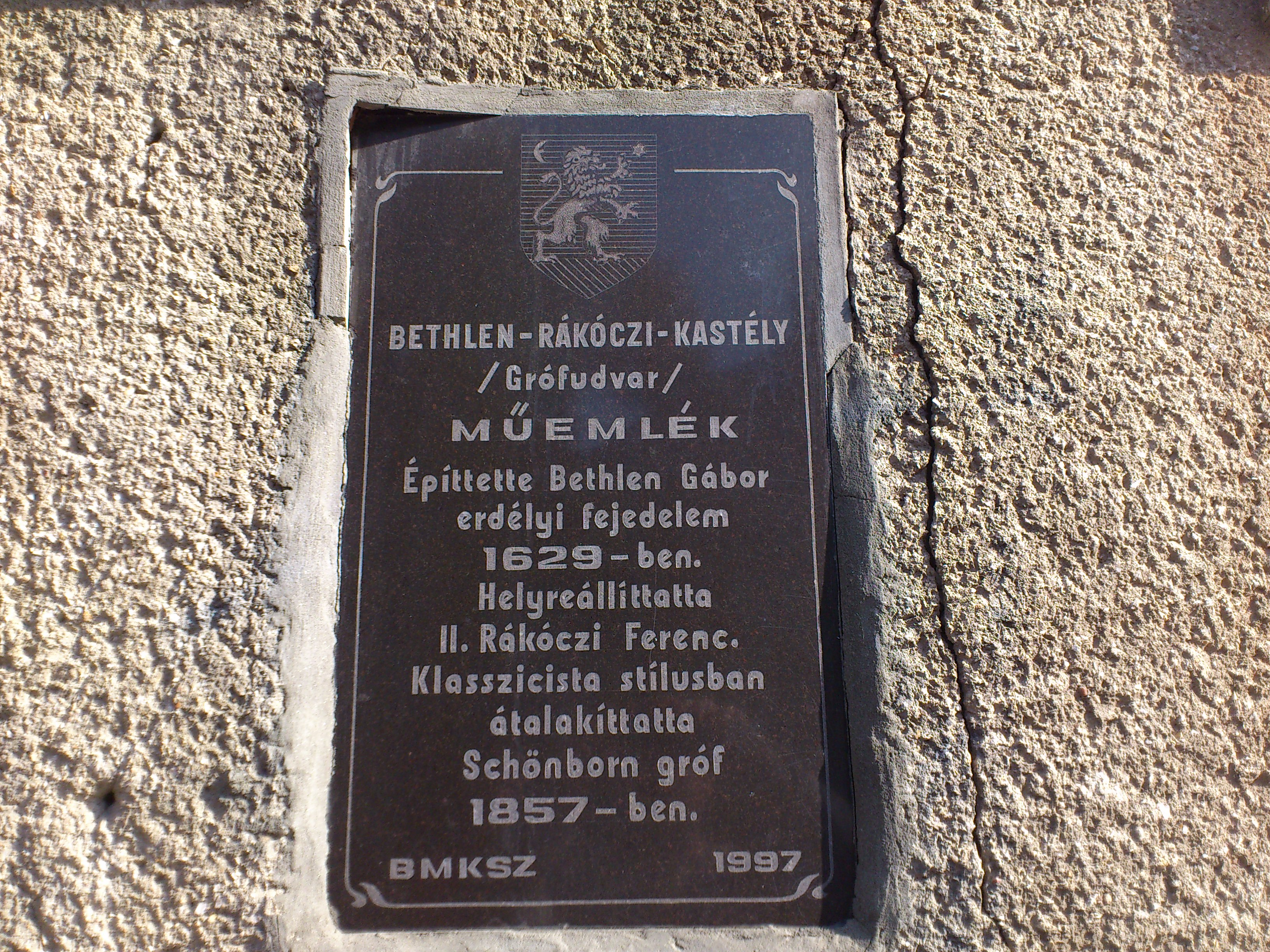
табличка музею
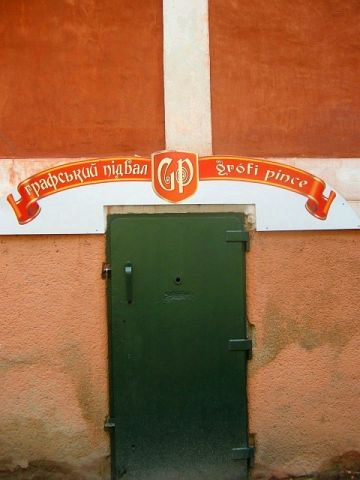
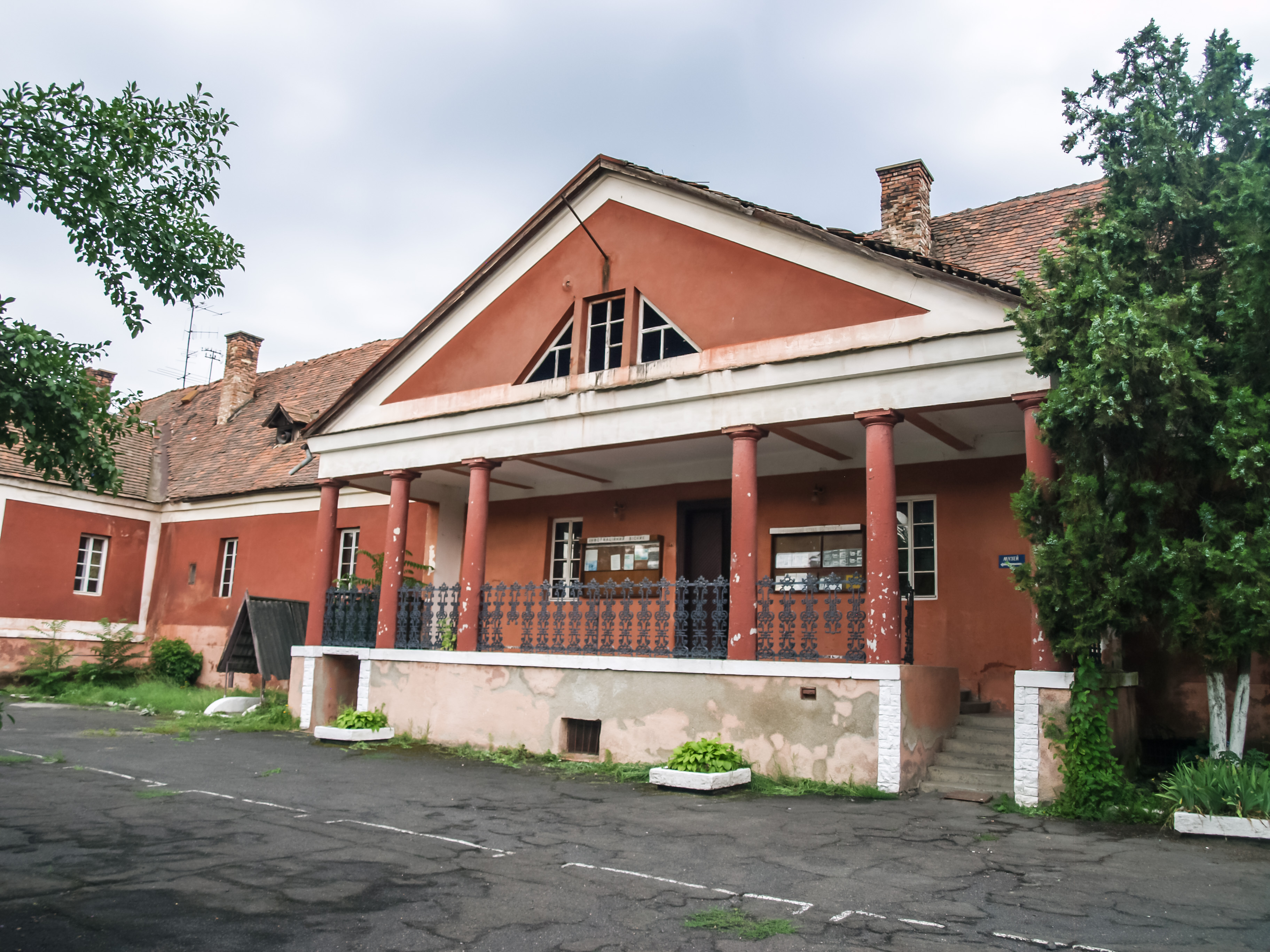